# Snéjnoie (Txukotka)
|  | Per a altres significats, vegeu «Snéjnoie». |

Snéjnoie (rus: Снежное) és un poble del districte autònom de Txukotka, a Rússia, que el 2021 tenia 218 habitants. Constitueix l'assentament rural de Snéjnoie. Es troba al marge dret de l'Anadir. Fou fundat el 1929 com a finca central de la primera sovkhoz de Txukotka. Aquell mateix any s'hi bastiren edificis residencials, un laboratori, magatzems i uns banys.
El nom del poble és un calc rus del seu nom txuktxi, ӄээԓивтын, que significa 'camp de neu'.